# 家庭節
家庭節（Family Day），又稱「香港家庭節」， 提倡每年母親節後第二個星期日舉行。此項慶祝活動由香港賽馬會慈善信託基金與香港大學李嘉誠醫學院公共衞生學院攜手合作的「愛 + 人：賽馬會和諧社會計劃」全力策動，旨在宣揚和促進家庭健康、快樂及和諧。
2016年5月22日，於九龍公園舉行盛大的「家庭節」活動，用逾千多個水樽啞鈴，製作全球最巨型「家庭」圖案，成功創造「健力士」世界紀錄。